# Cova dels Tres Cercles
La Cova dels Tres Cercles es troba al Parc de la Serralada Litoral, concretament a Cabrera de Mar (el Maresme).

## Descripció
És un petit abric de 4 metres de recorregut que es descobrí el 1991 al vessant este del Montcabrer, el qual tenia material ceràmic fet a mà en els sediments superficials. La boca és triangular, d'1,30 m d'alçada per 2,40 m d'amplada i feta a expenses de dos blocs de granit. El terra està format per sauló i branquillons. L'única galeria és lleugerament descendent i acaba en un petit cau a 1 m de fondària. Per les reduïdes dimensions de la caverna i per la seua orientació, podria haver estat un lloc d'enterrament. No hi ha constància que aquest indret s'hagi excavat. No fou fins al 1998 que s'hi advertí la presència d'inscultures (probablement de l'edat del bronze), concretament tres cercles concèntrics i un triangle, gravats en una roca granítica inclinada i situada al nord de l'entrada a l'abric. El cercle exterior té un diàmetre de 20 cm, mentre que el petit triangle (situat a 7 cm) és equilàter amb uns costats de 6 cm. Els cercles concèntrics i el triangle són figures decoratives d'estil abstracte que es troben en l'art postpaleolític de Catalunya.

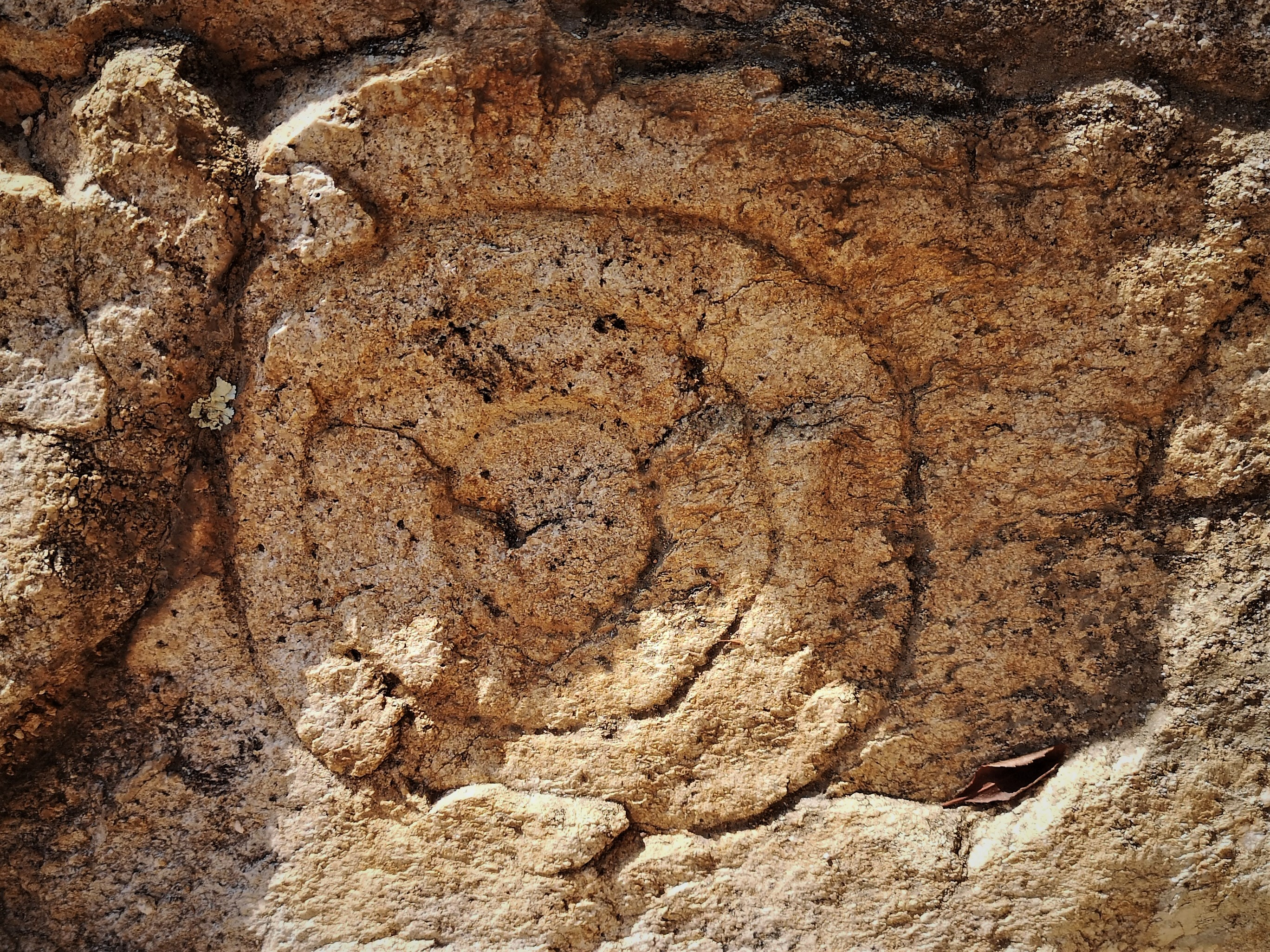
Detall dels tres cercles concèntrics gravats a l'entrada de la cova

En la superfície plana i vertical d'una roca molt a prop de la cova hi ha gravades unes creus llatines i la llegenda Vade Retro Satanna. Se'n desconeix l'origen, però tot apunta a algun tipus d'exorcisme fet cap al segle xviii, potser per allunyar les tempestes. Alguns arqueòlegs opinen que les circumferències i el triangle hi estan relacionats i són de la mateixa època.
Molt a prop hi ha el Cau de les Formigues i la de les Bones Dones.

## Accés
És ubicada a Cabrera de Mar (a la carena rocallosa que baixa del turó de Montcabrer cap a mar) i pot ésser difícil de localitzar sense GPS (coordenades: x=448737 y=4597094 z=77). Anirem cap a Cabrils per la BV-5022 i, aproximadament pels volts del quilòmetre 3, girarem a la dreta i pujarem per la urbanització de Can Tolrà, direcció NE, per anar a cercar el camí que porta a la Font Picant de Cabrera i el Castell de Burriac. Només deixar el darrer carrer de la urbanització arribem a un collet on deixarem el vehicle i pujarem per un camí marcat en direcció al Turó de l'Infern (lloc conegut per ser on es penjava a la forca els malfactors de la contrada). Deixarem aquest indret a la nostra esquerra i continuarem cap a unes antenes per a finalment arribar al cim del Montcabrer. Des d'ací davallarem, amb una mica de dificultat, per l'esquerra de la creu de ferro per a arribar, una vintena de metres per sota, a la Cova de les Tres Creus (ubicada entre els grans blocs granítics).